# Первое правительство Эхарда (Бавария)
Первое правительство Эхарда (нем. Kabinett Ehard I) — баварское правительство под руководством Ханса Эхарда (ХСС), функционировавшее с 21 декабря 1946 года по 20 сентября 1947 года.

## Формирование
Формированию правительства предшествовали первые со времён Второй мировой войны выборы в ландтаг Баварии. Таким образом кабинет Эхарда стал первым послевоенным баварским правительством, которое  было сформировано на основе демократических выборов в баварский ландтаг, а не назначено американской оккупационной администрацией. Несмотря на то, что Христианско-Социальный союз (ХСС), членом которого являлся Г. Эхард, на прошедших перед формированием правительства выборах набрал абсолютное большинство голосов, новый премьер-министр решил образовать коалиционное правительство из представителей ХСС, СДПГ и Объединения экономического возрождения (ОЭВ). Вместе эти три партии занимали 171 из 180 мест в ландтаге. Единственный министр от ОЭВ, лидер партии Альфред Лориц уже 24 июня 1947 года вышел из состава правительства по причине лжесвидетельства и операций на чёрном рынке. Его сменил Людвиг Хагенауэр, представлявший ХСС. Таким образом правительство стало двухпартийной большой коалицией.

15 сентября 1947 года министры от СДПГ и партия в целом решили выйти из коалиционного правительства. В этой связи Г. Эхард сформировал новое правительство, состоявшее исключительно из членов ХСС.

## Состав
Первое правительство Эхарда имело следующий состав:
| Пост                                                | Член правительства                                           | Партия  | Государственные секретари |
| --------------------------------------------------- | ------------------------------------------------------------ | ------- | --- |
| Премьер-министр                                     | Ханс Эхард                                                   | ХСС     | Антон Пфайффер (руководитель Баварской государственной канцелярии)                                                                        |
| Заместитель премьер-министра                        | Вильгельм Хёгнер                                             | СДПГ    | – |
| Министр юстиции                                     | Вильгельм Хёгнер                                             | СДПГ    | Людвиг Хагенауэр 10 января— 15 июля 1947 Карл Лахербауэр с 18 июля 1947                                                                   |
| Министр внутренних дел                              | Йозеф Зайфрид                                                | СДПГ    | Вилли Анкермюллер с 10 января 1947 Франц Фишер (вопросы строительства) с 10 января 1947 Вольфганг Йенике (дела беженцев) с 31 января 1947 |
| Министр финансов                                    | Ганс Краус                                                   | ХСС     | Ганс Мюллер |
| Министр экономики                                   | Рудольф Цорн                                                 | СДПГ    | Хуго Гайгер с 10 января 1947 Лоренц Зедльмайр (планирование и восстановление) с 10 января 1947                                            |
| Министр сельского хозяйства и лесной промышленности | Йозеф Баумгартнер                                            | ХСС     | Ганс Гентнер |
| Министр транспорта                                  | Отто Фроммкнехт с 10 января 1947                             | ХСС     | Ганс Шуберт 10 января — 31 августа 1947                                                                                                   |
| Министр образования и культов                       | Алоис Хундхаммер                                             | ХСС     | Клаус Питтрофф Дитер Заттлер (искусство) с 31 января 1947                                                                                 |
| Министр труда и социального обеспечения             | Альберт Россхауптер                                          | СДПГ    | Генрих Креле |
| Министр по особым поручениям                        | Альфред Лориц с 24 июня 1947 Людвиг Хагенауэр с 15 июля 1947 | ОЭВ ХСС | Артур Хёльтерман с 28 мая 1947 Камилле Закс с 15 июля 1947                                                                                |